# Xavier de Godó i Muntanyola
Xavier de Godó i Muntanyola (castellà: Javier Godó Muntañola)  (Barcelona, 13 de desembre de 1941), III comte de Godó, és un empresari barceloní, fill de Carles de Godó i Valls. És editor i president del Grupo Godó, el primer holding de comunicació de Catalunya, que inclou els diaris La Vanguardia i El Mundo Deportivo, els canals de ràdio RAC 1 i RAC 105 i els canals de televisió 8tv, Barça TV i RAC 105 TV, entre altres mitjans.

## Biografia
Nascut en una família amb tradició empresarial d'ençà el segle xviii i vinculada al diari La Vanguardia, es llicencià en Ciències Econòmiques per la Universitat de Barcelona. Es convertí en l'hereu del grup de comunicació familiar, després de la mort dels seus germans grans Enrique, atropellat per un vehicle l'any 1958 i el primogènit Carlos, mort en accident d'aviació l'any 1962. L'any 1969 fou nomenat gerent de La Vanguardia, i l'any 1987 succeí al seu pare al capdavant de les empreses familiars.
En la dècada de 1980 presidí, com a accionista majoritari, la cadena Antena 3 Radio i a final de la dècada la societat Antena 3 Televisió, essent La Vanguardia el principal accionista de la llavors nova cadena de televisió, fins que el 17 de juny de 1992 dimití en favor del nou accionista majoritari Antonio Asensio al capdavant del Grupo Zeta. Va rebre ofertes de Jesús de Polanco i de Mario Conde per vendre La Vanguardia, que va rebutjar.
És president del Grupo Godó, president-editor de La Vanguardia, president d'El Mundo Deportivo i vicepresident d'Unión Radio, de la Fundació Comte de Barcelona, de la Societat Econòmica Barcelonesa d'Amics del País i del Museu d'Art Contemporani de Barcelona. Ha sigut conseller del Museu d'Art Modern de Nova York (MoMA), conseller de Port Aventura, membre del patronat de la Universitat Ramon Llull.
A l'entorn de La Caixa ha ocupat diversos càrrecs. Entre 2005 i 2014 fou membre del consell d'administració de Criteria CaixaCorp, ha sigut membre del comitè executiu i vicepresident tercer de La Caixa, patró de la Fundació ”la Caixa” i conseller de CaixaBank. Des de juny de 2014 és membre del patronat de la Fundació Bancària La Caixa (accionista única de Criteria i al seu torn amb el control del 65% de CaixaBank) i des de febrer de 2025 vicepresident de la Fundació. Forma part del Fòrum Pont Aeri.

## Vida personal
Casat l'any 2001 amb Marisa Falcó Couchoud en segones núpcies, estigué casat en primer lloc amb María Antonia Valls Klein, amb qui tingueren dos fills, Carlos i Ana. Carlos Godó Valls és conseller delegat del Grupo Godó i Ana, consellera.

## Premis i reconeixements
L'any 1991 Javier Godó rebé la medalla d'or de l'Institut Espanyol de Nova York. El 2006 va rebre la Creu de Sant Jordi per la seva tasca com a editor i el seu paper en el mecenatge cultural. L'11 de juliol del 2008 va rebre la distinció de Gran d'Espanya, atorgat pel rei Joan Carles I per la seva fidelitat a la Corona i la seva defensa de les llibertats democràtiques.

## Títols i tractaments
- 13 de desembre de 1941 – 22 de desembre de 1987: Il·lustríssim Senyor Xavier Godó i Muntanyola.
- 22 de desembre de 1987 – 12 de juliol de 2008: Il·lustríssim Senyor Comte de Godó.
- 12 de juliol de 2008 – actualitat: Excel·lentíssim Senyor Comte de Godó.[15]